# Production de thé au Rwanda

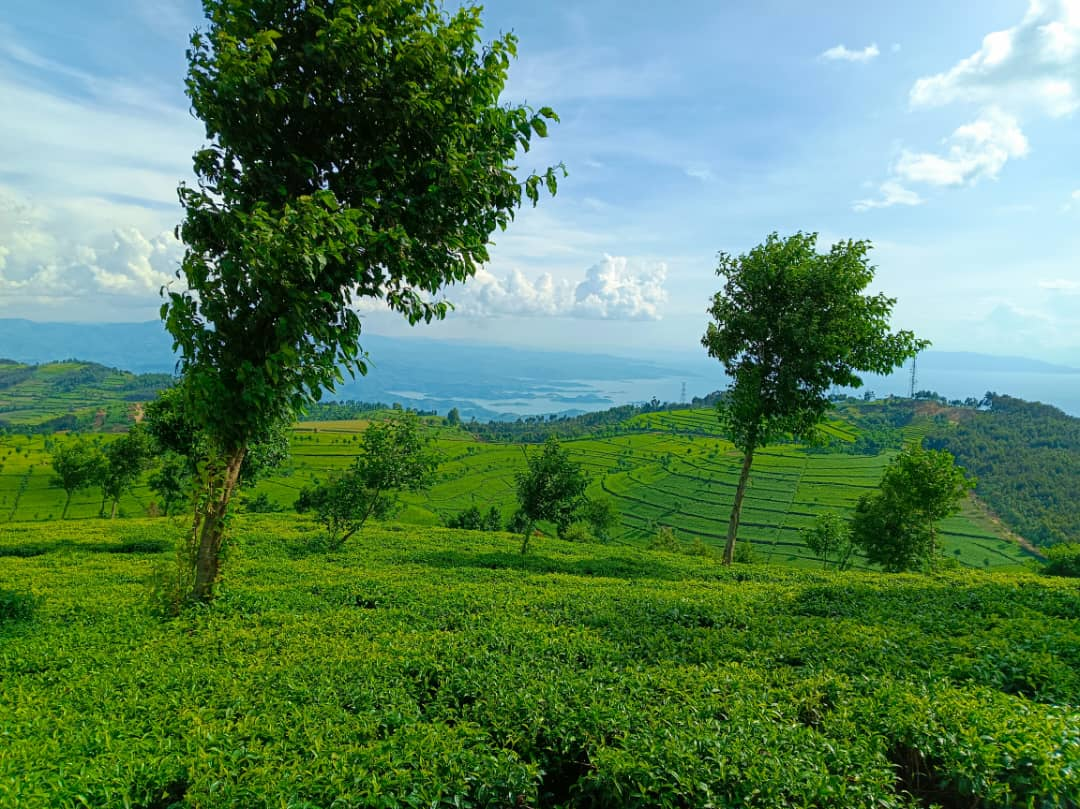
champs de thé en Rutsiro

La production de thé au Rwanda remonte au début du 20e siècle, lorsque les missionnaires allemands ont introduit les plants de thé au Rwanda. Depuis lors, l’industrie du thé rwandaise s’est développée, en transformant  le pays Rwanda comme un pays producteur de thé en Afrique de l’Est. Aujourd'hui, les plantations de thé s'étendent sur tout le territoire du pays, dans le region occidental comme District de Rutsiro, Nyamasheke, Karongi et Nyabihu étant les principaux producteurs de thé au Rwanda,.

## Climat et sol

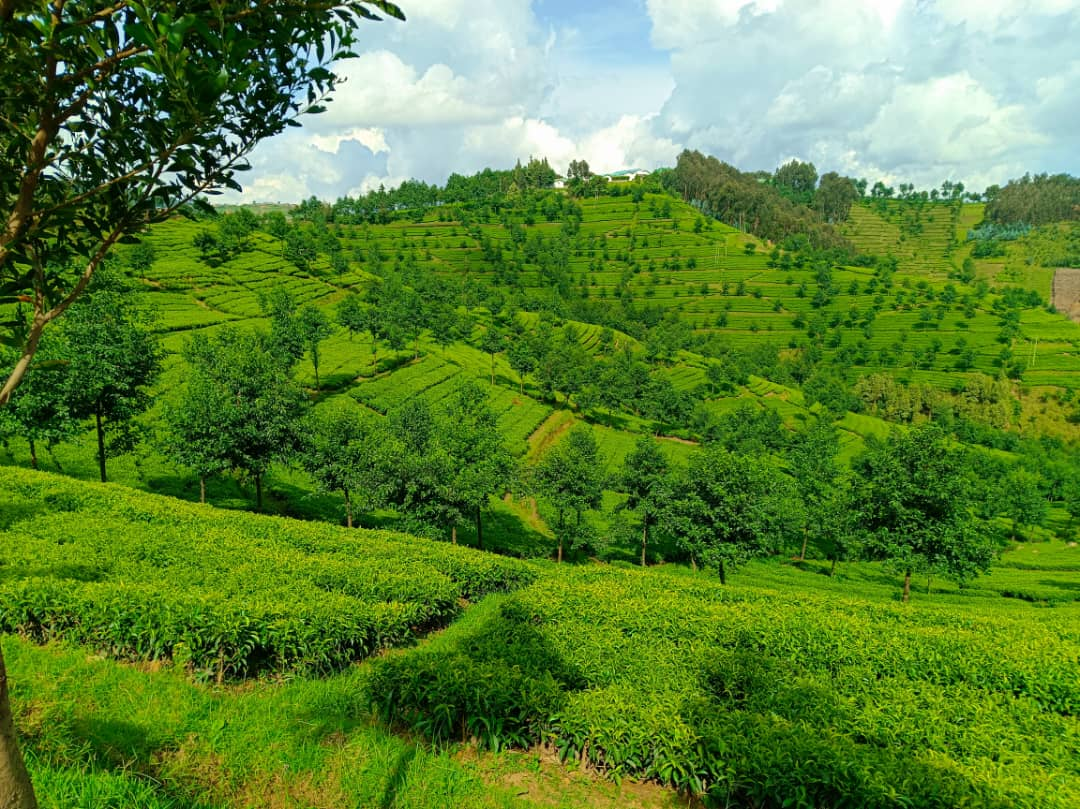
La plantation de thé de montagne

Les plantations de thé rwandaises bénéficient le combinaison de facteurs, notamment la haute altitude, les sols volcaniques et un climat tempéré. L'altitude du pays varie de 1 000 à 4 500 mètres au-dessus de niveau de la mer, offrant des conditions propices à la culture du thé entre 1 800 et 2 800 mètres. Le sol volcanique enrichi en matiére  nutriments confère un profil aromatique distinct aux thés rwandais, les distinguant des thés d'ailleurs.

## Les types
Le produit principalement du thé au district de Rutsiro, fabriqué selon des méthodes orthodoxes impliquant le flétrissement, le roulage, l'oxydation et le séchage des feuilles de thé. Ce processus préserve les caractéristiques et les saveurs naturelles du thé, ce qui donne une tasse riche et nuancée.

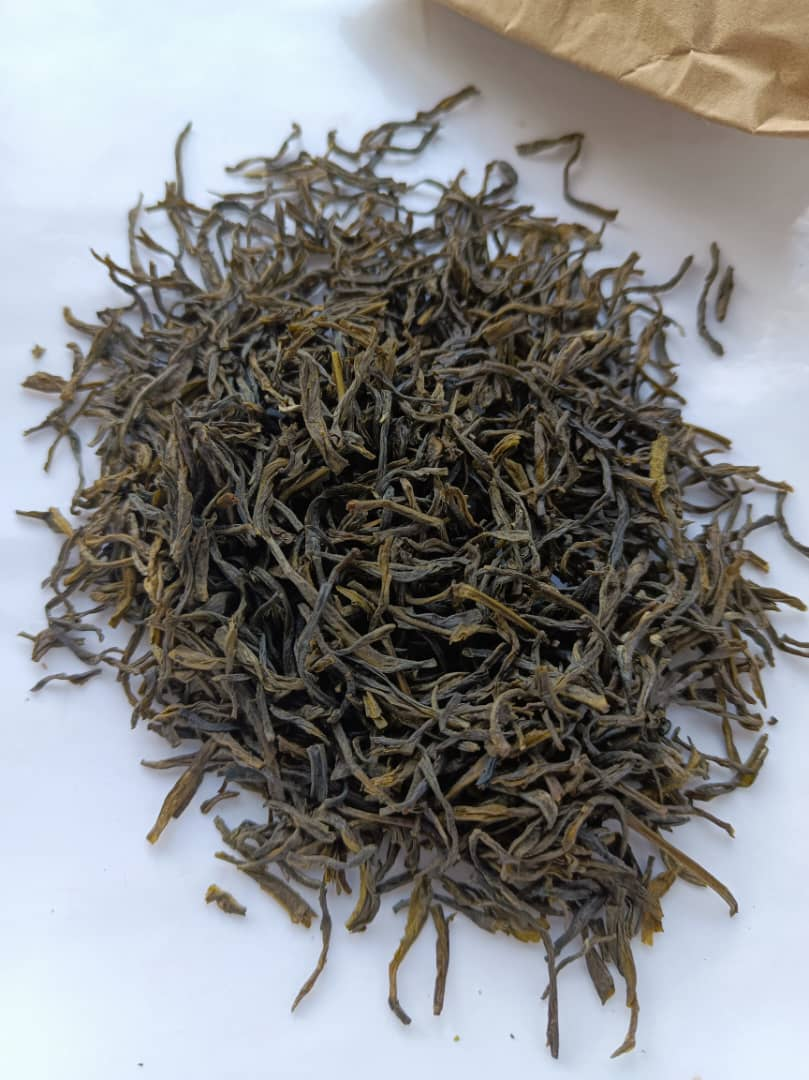
Thé

Les thés noirs sont la variété la plus importante, aussi au Rwanda on produit encore les thés verts mais chacun ayant un goût différent  .

## Durabilité et impact social

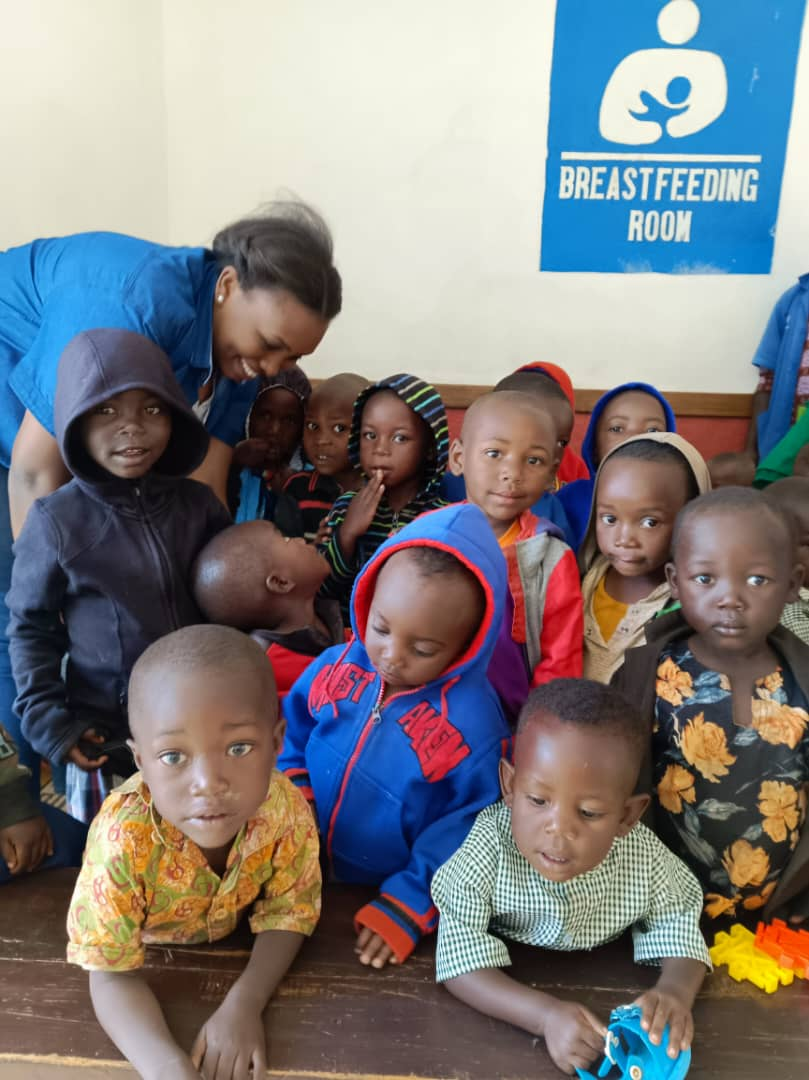
Centre de développement dans l'usine de thé de Rutsiro

L'une des industries connues au Rwanda sous le nom de Rwanda Mountain tea LTD s'engage dans la promotion de pratiques durables à impact social à travers des garderies, le développement de la petite enfance de toutes les familles qui travaillent dans la plantation de thé  de Rutsiro, et des initiatives telles que Rainforest Alliance et les plantations de thé de certification Fairtrade au Rwanda donnent la priorité aux méthodes de culture respectueuses de l'environnement, ainsi qu'à la conservation de la biodiversité et à la gestion des terres. ces méthodes garantissent la durabilité à long terme de la production de thé du Rwanda tout en bénéficiant aux communautés locales grâce à des opportunités de soins de santé et d'éducation,.

## Reconnaissance et demande mondiales
Le thé du Rwanda a acquis une reconnaissance internationale pour sa qualité et ses caractéristiques exceptionnelles. Le thé a été acclamé lors de prestigieux concours de thé, attirant l'attention des connaisseurs et des acheteurs du monde entier. La demande de thé du Rwanda continue de croître, les exportations atteignant de nombreux pays, dont les États-Unis, le Royaume-Uni, l'Allemagne, aussi Pakistan et le Japon.